# Смирнов, Вячеслав Васильевич
Вячесла́в Васи́льевич Смирно́в (1925 год, дер. Новое Опокино, Владимирская область, СССР — 11 ноября 1943 года, Невель, Калининская область) — гвардии сержант, пулемётчик 153-го гвардейского стрелкового полка 52-й гвардейской стрелковой дивизии 6-й гвардейской армии 2-го Прибалтийского фронта, Герой Советского Союза.

## Биография
Вячеслав Смирнов родился в 1925 году в деревне Новое Опокино ныне Гусь-Хрустального района Владимирской области.
В 1942 году окончил 8 классов местной школы.
В январе 1943 года был призван в Красную Армию. С августа 1943 года принимал участие в боевых действиях.
11 ноября 1943 года в районе железнодорожной станции Невель-1 Псковской области во время боя пулемётчик Смирнов выдвинулся вперёд и вёл огонь по амбразуре вражеского дзота. Был ранен в руку. Когда кончились патроны, поднялся во весь рост и бросил связку гранат точно в амбразуру дзота. Дзот был уничтожен, но и герой погиб от вражеской пули. Ценою жизни способствовал выполнению боевой задачи подразделением.
Указом Президиума Верховного Совета СССР от 4 июня 1944 года гвардии сержанту Смирнову Вячеславу Васильевичу посмертно присвоено звание Героя Советского Союза.
Вячеслав Смирнов похоронен на месте боя в Невеле.

## Награды
Награждён орденом Ленина.

## Память
- Именем Героя названа школа № 15 в городе Гусь-Хрустальный.
- Имя Героя носит школа № 5 города Невель Псковской области.
- В деревне Новое Опокино установлен обелиск.